# Tåber på eventyr
Tåber på Eventyr er et dansk tv-programserie der sendes på TV2 Zulu fra 2012.
De medvirkende er Karsten Green og Jøden. Det er et reality/dokumentar-program der skildrer forskellige overgangsritualer og mandomsprøver rundt i verden.

## Eksterne kilder og henvisninger
- Programmets webside Arkiveret 9. maj 2012 hos  Wayback Machine